# Václav Prospal
Václav „Vinny“ Prospal (* 17. Februar 1975 in České Budějovice, Tschechoslowakei) ist ein ehemaliger tschechischer Eishockeyspieler und derzeitiger -trainer, der im Verlauf seiner aktiven Karriere zwischen 1993 und 2013 unter anderem 1173 Spiele für die Philadelphia Flyers, Ottawa Senators, Florida Panthers, Tampa Bay Lightning, Mighty Ducks of Anaheim, New York Rangers und Columbus Blue Jackets in der National Hockey League auf der Position des linken Flügelstürmers bestritten hat. Prospal feierte vor allem auf internationaler Ebene mit der tschechischen Nationalmannschaft zahlreiche Erfolge und gewann in den Jahren 2000 und 2005 jeweils den Weltmeistertitel.
zwischen 2016 und 2018 war er Assistenztrainer der tschechischen Nationalmannschaft und übernahm an anschließend das Traineramt bei seinem Heimatverein Motor České Budějovice.

## Karriere
Václav Prospal begann seine Karriere in seiner Heimatstadt beim Motor České Budějovice, bei dem er die Nachwuchsmannschaften durchlief und ab 1991 in der Junioren-Extraliga spielte. Beim NHL Entry Draft 1993 wurde er von den Philadelphia Flyers aus der National Hockey League in der dritten Runde an 71. Position ausgewählt und wechselte noch im selben Sommer nach Nordamerika. Im Verlauf seiner Debütsaison wurde der Stürmer vorwiegend bei den Hershey Bears, dem damaligen Farmteam der Flyers, in der American Hockey League, eingesetzt. Seinen ersten Einsatz in der NHL hatte der Tscheche in der Saison 1996/97. Während der Playoffs derselben Spielzeit brach er sich während einer Trainingseinheit den Arm, wurde aber dennoch ins First All-Star Team der AHL gewählt.
Einige Monate später erhielt Prospal die Berufung für die Olympischen Winterspiele 1998, bei denen er sein Heimatland vertreten sollte. Allerdings war der Tscheche nicht einsatzfähig, da er sich in einem NHL-Spiel gegen die Ottawa Senators bei einem Zweikampf mit Lance Pitlick ein Bein gebrochen hatte. Im Januar 1998 gaben ihn die Flyers gemeinsam mit Pat Falloon und einem Zweitrunden-Wahlrecht im NHL Entry Draft 1998 im Austausch für Alexandre Daigle an die Senators ab, bei denen er bis Mitte der Saison 2000/01 spielte.
Über die Florida Panthers, zu denen er im Januar 2001 gewechselt war, kam er nur sechs Monate später zu den Tampa Bay Lightning, wo er fast fünf Spielzeiten – mit zwei Unterbrechungen – spielte. In der Saison 2003/04 ging Prospal für die Mighty Ducks of Anaheim aufs Eis und während des Lockouts in der NHL-Spielzeit 2004/05 kehrte er nach Tschechien zurück. Dort spielte der Stürmer für seinen Heimatverein in der zweitklassigen 1. Liga und wurde Topscorer sowie bester Vorlagengeber der Liga. Zudem schaffte er mit dem HC České Budějovice den Aufstieg in die Extraliga. In der ersten Saison nach dem Lockout erreichte Prospal im Trikot der Lightning persönliche Bestleistungen mit 25 Toren und 55 Assists.

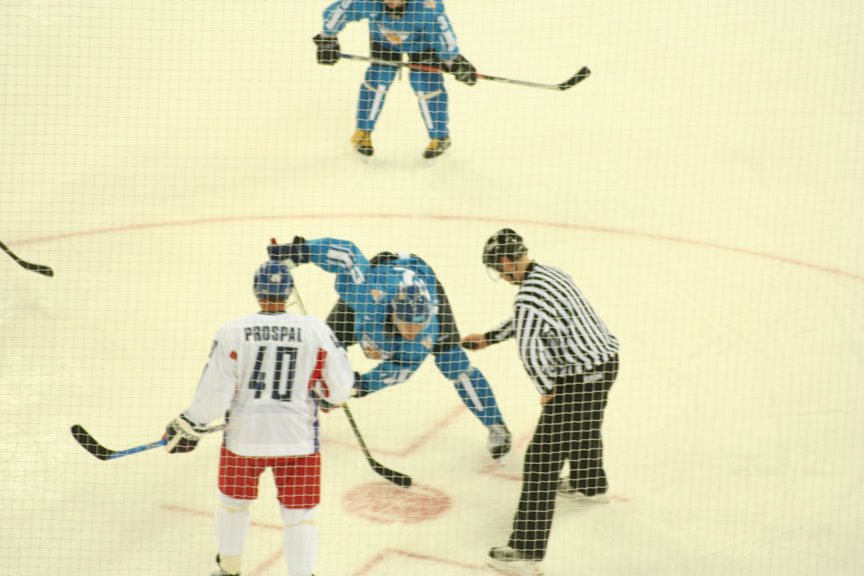
Prospal bei den Olympischen Winterspielen 2006 in Turin

Kurz vor dem Ende der Trade Deadline in der Saison 2007/08 wurde Prospal an sein Ex-Team Philadelphia Flyers abgegeben, die im Gegenzug Alexandre Picard und ein Zweitrunden-Wahlrecht im NHL Entry Draft 2009 zu den Tampa Bay Lightning schickten. Im Juni 2008 kehrte Prospal erneut nach Florida zurück. In der Saison 2008/09 stand er in 82 Spielen für die Lightning im Einsatz, erzielte 19 Tore und sammelte 45 Scorerpunkte. Am 17. August 2009 unterschrieb der Angreifer als Free Agent einen Kontrakt bei den New York Rangers, wo er sich sofort einen Stammplatz erspielte und in der Saison 2009/10 in 75 Spielen 58 Punkte erreichte. Nach Abschluss der Spielzeit 2010/11 verlängerten die Blueshirts den auslaufenden Kontrakt des tschechischen Stürmers nicht, sodass er erneut als Free Agent verfügbar wurde. Am 22. Juli 2011 wurde er schließlich von den Columbus Blue Jackets verpflichtet und mit einem Kontrakt für eine Saison ausgestattet. Nachdem er bis zum Ende der Saison in Columbus gespielt hatte, gab er am 24. Januar 2014 wenige Wochen vor seinem 39. Geburtstag sein Karriereende bekannt.
Nachdem Prospal zwischen 2014 und 2016 Juniorenteams im Stadtgebiet von Tampa als Trainer betreut hatte, wurde er im Jahr 2016 vom tschechischen Eishockeyverband Český svaz ledního hokeje verpflichtet. Dort nahm er den Posten als Assistenztrainer der Herren-Nationalmannschaft an und begann die Arbeit unter Cheftrainer Josef Jandač. Bis 2018 nahm er mit dem Nationalteam an zwei Weltmeisterschaften und den Olympischen Winterspielen 2018 teil. Anschließend übernahm er das Traineramt bei seinem Heimatverein Motor České Budějovice und stieg mit diesem 2020 in die Extraliga auf.

### International
Václav Prospal hat im Laufe seiner Karriere an allen großen internationalen Titelkämpfen teilgenommen. Seinen ersten Einsatz hatte er bei der U18-Junioren-Europameisterschaft 1993. In den folgenden zwei Jahren nahm er an den Junioren-Weltmeisterschaften teil.
Mit der tschechischen Nationalmannschaft gewann er in den Jahren 2000 und 2005 jeweils die Goldmedaille bei Weltmeisterschaften. Dabei erzielte er 2005 das spielentscheidende Tor beim 3:0-Sieg im Finale gegen Kanada. Ein weiterer Höhepunkt seiner Karriere war der Gewinn der Bronzemedaille bei den Olympischen Winterspielen 2006 in Turin. Darüber hinaus nahm er im Jahr 2004 sowohl an der Weltmeisterschaft als auch am World Cup of Hockey teil. Diesen schlossen die Tschechen auf dem dritten Rang ab.

## Erfolge und Auszeichnungen
| - 1997 AHL All-Star Classic - 1997 AHL First All-Star Team - 2005 Meister der 1. Liga und Aufstieg in die Extraliga mit dem HC České Budějovice | - 2005 Topscorer der 1.-Liga-Meisterschaftsrunde - 2005 Topscorer der 1.-Liga-Playoffs |

### International
- 1993 Bronzemedaille bei der U18-Junioren-Europameisterschaft
- 2000 Goldmedaille bei der Weltmeisterschaft
- 2005 Goldmedaille bei der Weltmeisterschaft
- 2006 Bronzemedaille bei den Olympischen Winterspielen

## Karrierestatistik

### International
Vertrat Tschechien bei:
| - U18-Junioren-Europameisterschaft 1993 - U20-Junioren-Weltmeisterschaft 1994 - U20-Junioren-Weltmeisterschaft 1995 - Weltmeisterschaft 2000 | - Weltmeisterschaft 2004 - World Cup of Hockey 2004 - Weltmeisterschaft 2005 - Olympischen Winterspielen 2006 |

(Legende zur Spielerstatistik: Sp oder GP = absolvierte Spiele; T oder G = erzielte Tore; V oder A = erzielte Assists; Pkt oder Pts = erzielte Scorerpunkte; SM oder PIM = erhaltene Strafminuten; +/− = Plus/Minus-Bilanz; PP = erzielte Überzahltore; SH = erzielte Unterzahltore; GW = erzielte Siegtore; 1 Play-downs/Relegation; Kursiv: Statistik nicht vollständig)